# Leontice armeniaca
Leontice armeniaca là một loài thực vật có hoa trong họ Hoàng mộc. Loài này được Belanger mô tả khoa học đầu tiên.